# Ilex mesilauensis
Ilex mesilauensis är en järneksväxtart som beskrevs av S. Andrews. Ilex mesilauensis ingår i släktet järnekar, och familjen järneksväxter. Inga underarter finns listade i Catalogue of Life.